# M240
M240 ist die Bezeichnung des US-Militärs für die FN-MAG-Familie von zuschießenden Allzweckmaschinengewehren mit Gasdrucklader. Die Waffe hat eine Gurtzuführung und verschießt Patronen des Kalibers 7,62 × 51 mm NATO. Das M240 wird von den Streitkräften der Vereinigten Staaten seit den späten 1970er Jahren benutzt.

## Allgemeines
Bei dem M240 handelt es sich um einen Lizenznachbau des belgischen FN MAG. Es wurde 1976 in die Ausrüstung der US Army übernommen, nachdem sich das MAG im Vergleichstest gegen das M60 E2 durchsetzte. Die Fertigung findet in den Vereinigten Staaten statt, und zwar bei der FN Manufacturing, Inc. in Columbia, South Carolina, einer US-amerikanischen Tochterfirma der belgischen Fabrique Nationale Herstal.
Beim M240 besteht keine Möglichkeit, zwischen verschiedenen Schussfolgen zu wählen, das Gewehr kann nur vollautomatisch abgefeuert werden. Es ist sehr oft auf Fahrzeugen zu sehen und wird dann mit einem Doppelgriff ausgerüstet und durch einen Daumenabzug betätigt. Bei normalem Einsatz wird ein normaler Abzug mit einem Schaft verwendet.
Die Waffe wird überwiegend von der Infanterie benutzt und steht wegen ihrer Zuverlässigkeit in hohem Ansehen. Ein weiterer Vorteil ist die Standardisierung unter den NATO-Mitgliedern.

## Varianten
- M240: oft auf Fahrzeugen zu finden; Zweibein und Tragegurt fehlen
- M240B: verbesserte Version und seit 1997 in der US Army im Einsatz; besitzt Handschutz mit Hitzeschild und eine Weaver-Schiene zur Montage von Optiken
- M240C: Munitionszufuhr von rechts
- M240D: Fahrzeug- und Fliegervariante; Pistolengriff und Schulterstütze fehlen; Drehregler für die Gasregulation vorhanden
- M240G: Infanterieversion; mit einer Schulterstütze, Pistolengriff, Mündungsfeuerdämpfer, Zweibein und Visier

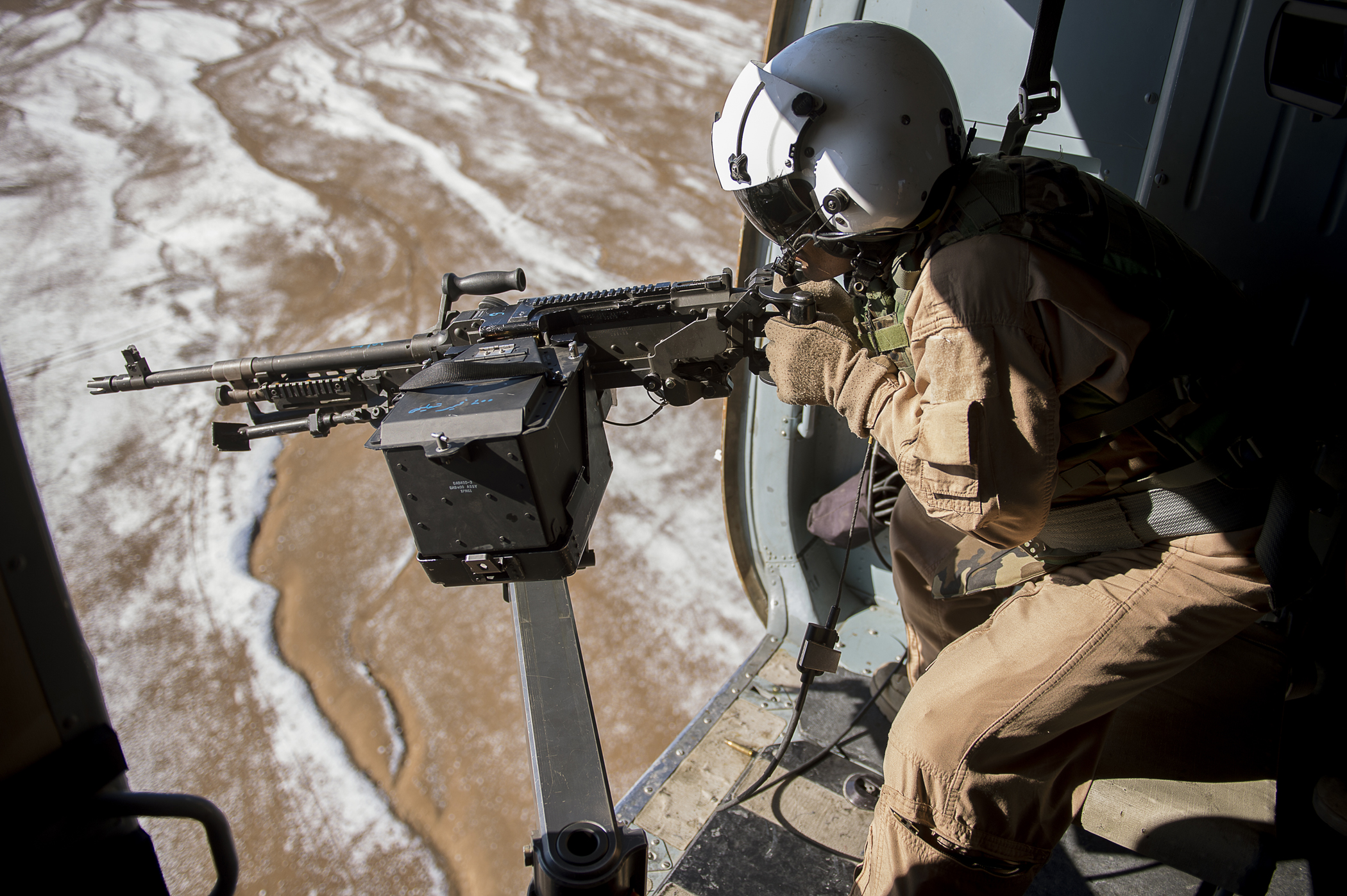
Doorgunner mit M240 mit Doppelgriff und Daumenabzug
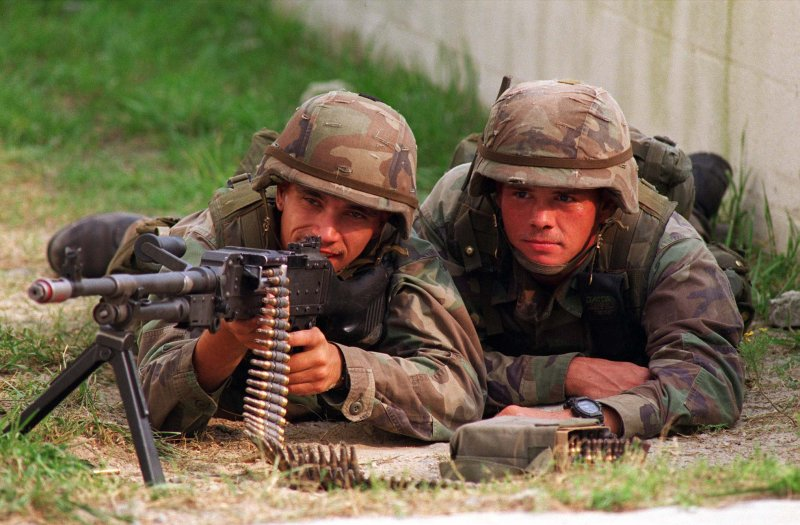
US-Marines mit einem M240G
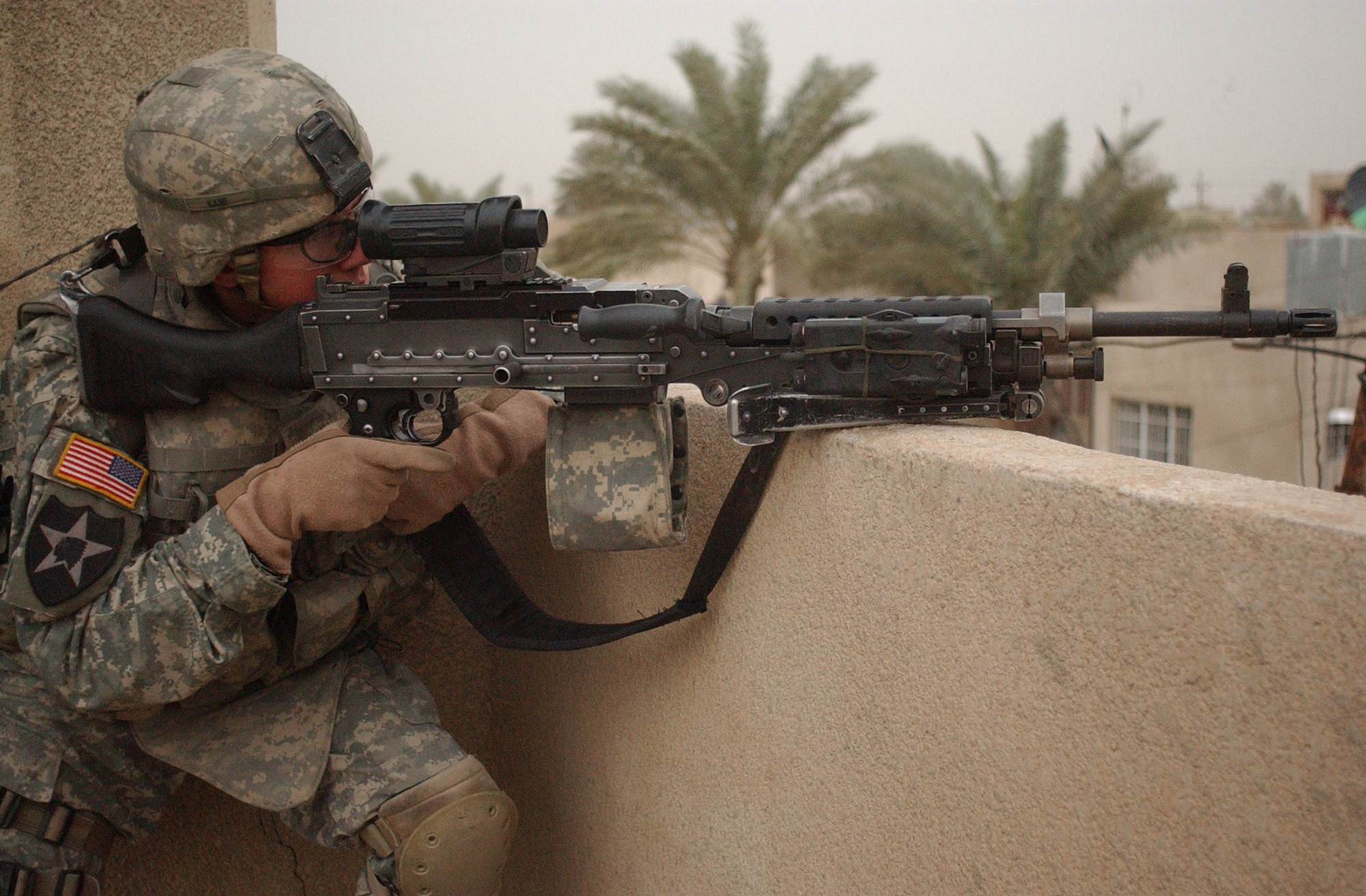
Ein US-Soldat mit einem M240 im Irak
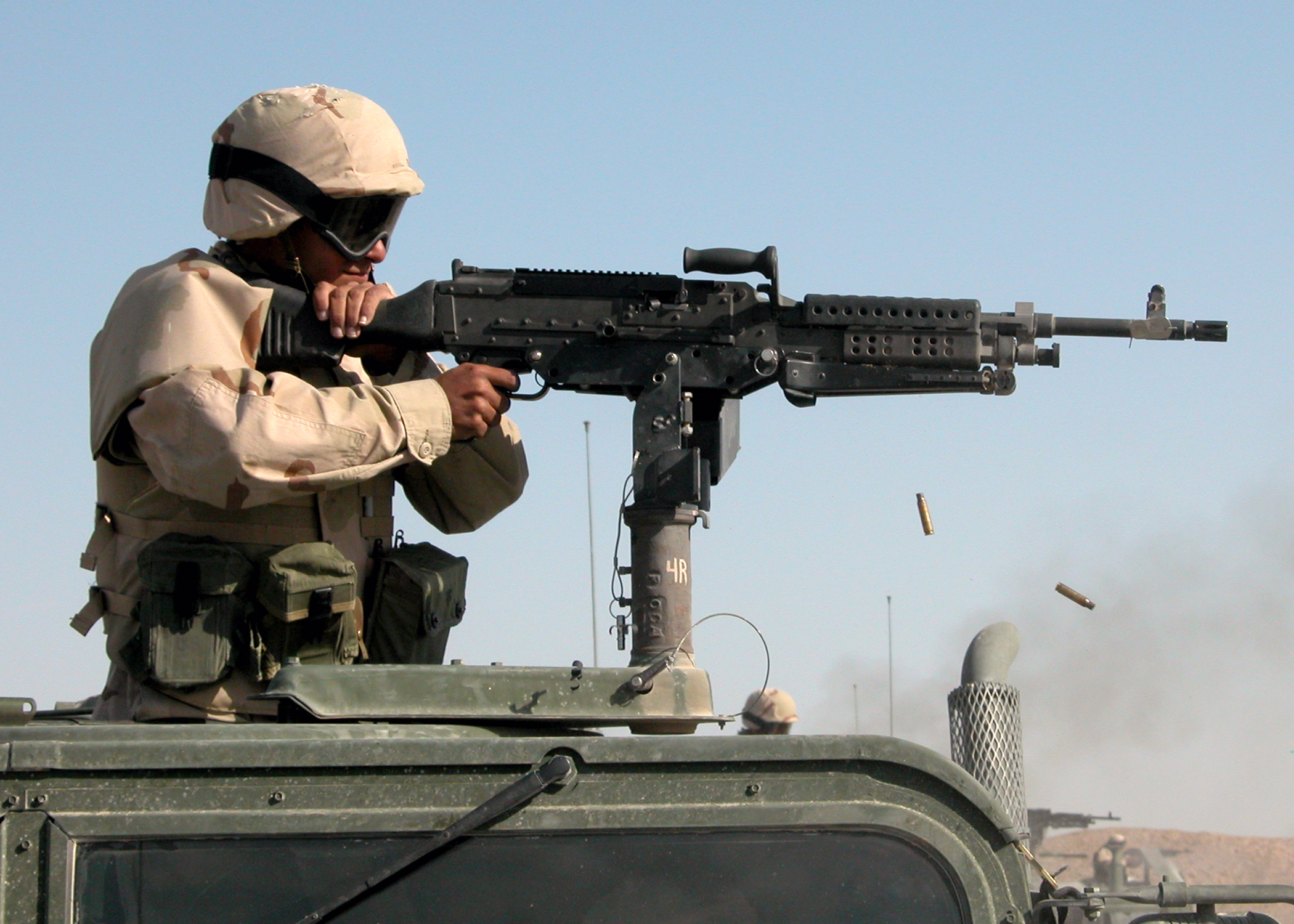
Fahrzeugschütze